# Roger Allen (Diplomat)
Sir Roger Allen KCMG (* 17. August 1909; † 9. Februar 1972) war ein britischer Botschafter.

## Leben
Roger Allen studierte bis 1937 Rechtswissenschaft und trat 1940 in den auswärtigen Dienst.
Von 1946 bis 1948 war er an der Botschaft in Moskau akkreditiert.
Von 1949 bis 1950 leitete er in Whitehall die Abteilung Vereinte Nationen.
Von 1950 bis 1953 leitete er die Abteilung Afrika.
1953 war er Assistent des Under-Secretary und leitete die Abteilung Naher Osten.
Von 1954 bis 1955 war er Vertreter von Frederick Millar, 1. Baron Inchyra als britischer Hoher Kommissar in Deutschland und Botschafter in Guatemala.
Von 1955 bis 1956 war er Gesandter an der Botschaft in Bonn.
1957 wurde er als Knight Commander des Order of St. Michael and St. George geadelt.
Von 1965 bis 1967 war er stellvertreter als des Under-Secretary des Foreign Office.